# Cascade de Baume-les-Messieurs
La cascade de Baume-les-Messieurs est une chute d'eau du ruisseau du Dard, remarquable pour ses massifs de tuf, située dans la commune de Baume-les-Messieurs dans le Jura.

## Géographie
Située dans le fond de la reculée de Baume-les-Messieurs, elle est alimentée par le ruisseau souterrain du Dard, affluent de la Seille, qui jaillit de la falaise 130 m en amont. Cette cascade en éventail constituée d'un massif de tufs d'une quinzaine de mètres de hauteur sur une vingtaine de mètres de largeur s'épanouit en quart de cercle créant de magnifiques cascatelles superposées. Elle est, en outre, précédée et entourée de jolis bassins appelés gours créés par des nassis (barrages naturels de tuf).
Son accès est très facile à partir du centre du village de Baume-les-Messieurs grâce à une route goudronnée qui aboutit à un parking qui se trouve au pied de la cascade.

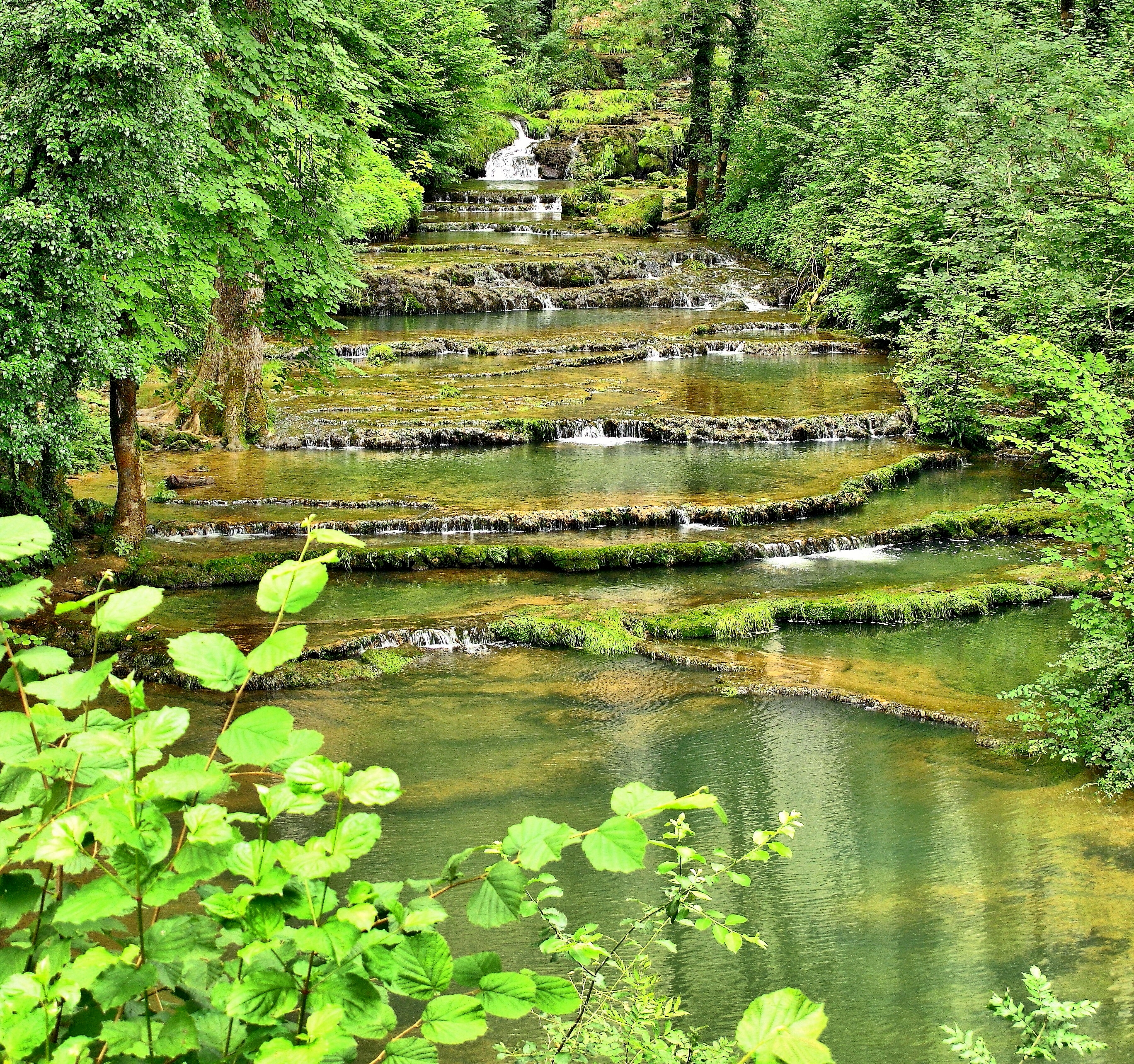
Gours sur le Dard juste en amont de la cascade.

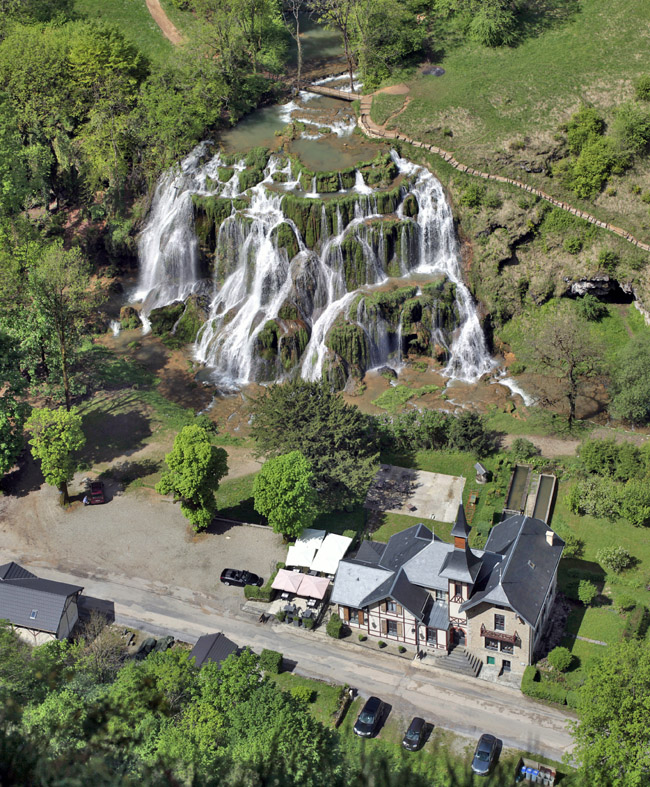
Vue aérienne de la cascade.